# H3h3Productions
h3h3Productions (viết tắt: h3h3 hay chỉ h3) là một kênh YouTube hài kịch được sản xuất bởi đôi vợ chồng người Israel-Mĩ Hila Klekin (sinh 12 tháng 12 năm 1987) và Ethan Edward Klein (sinh 24 tháng 6 năm 1985). Nội dung họ phát triển chủ yếu là phản ứng với nhiều video và diễn đóng hài kịch.

## Đời sống cá nhân
Ethan Edward Klein được sinh tại Ventura, California, Hoa Kỳ trong một gia đình Do Thái Ashkenazi. Ba mẹ của anh là Gary và Donna Klein, anh từng học tại Buena High School khi còn ở trung học. Ethan học khoa ngữ văn tiếng Anh tại Đại học California ở Santa Cruz từ năm 2004 đến 2009. Anh tốt nghiệp đại học với bằng Nhân cử Nghệ thuật về văn bản sáng tạo. Ông nội anh là Leonard Katzman, một nhà sản xuất phim truyền hình.
Hila Klein (tiếng Hebrew: הילה חכמון) được sinh tại Holon, Israel trong một gia đình Do Thái Sephardic. Cha cô là người Libya gốc Do Thái, trong khi mẹ cô là người Do Thái gốc Thổ Nhĩ Kỳ. Hila từng là một người lính trong Lực lượng Phòng vệ Israel suốt hai năm. Trong thời gian đi nghĩa vụ quân sự, cô đã gặp Ethan khi anh đang đến thăm viện bảo tàng Holocaust ở Jerusalem vào chuyến đi chơi sang Israel. Sau đó, cô theo học Trường Cao đẳng Kỹ thuật và Thiết kế Shenkar ở Israel, nhưng không tốt nghiệp.
Sau vài năm, cả hai cuối cùng cũng kết hôn vào năm 2012. Vào năm đó, Ethan và Hila ban đầu sống cùng nhau ở Israel, trong khu phố Florentin, Tel Aviv. Vào tháng 4 năm 2015, nhà Kleins chuyển đến Mĩ, họ lần đầu sống ở Los Angeles nhưng lúc sau lại chuyển đến thành phố New York vào tháng 9 năm 2015. Họ quay trở lại Los Angeles vào tháng 8 năm 2016.
Cả hai đều nuôi một con chó sục Yorkshire được đặt tên là Shredder thường xuyên xuất hiện trong nhiều video của họ. Vào tháng 10 năm 2018, Ethan thông báo rằng Hila đang mang thai một đứa con đầu.. Vào ngày 30 tháng 1 năm 2019, h3h3 đã đăng tải một video và xác nhận giới tính của bé là trai, họ dự định sẽ đặt tên là Theodore Yolkannon Klein

## Sự nghiệp Youtube

### h3h3Productions
Kênh được thành lập vào ngày 29 tháng 4 năm 2011, nhưng hầu như video của họ mới xuất hiện từ năm 2013. Nội dung chủ yếu là phản ứng lại với nhiều video (reaction) dựa trên khả năng diễn hài của cả hai.

### Ethan and Hila
Đây là kênh thứ hai của họ, tạo vào ngày 3 tháng 7 năm 2013. Chủ yếu làm về vlog đời sống ngày thường và giản dị hơn kênh chính.

### H3 Podcast
Đây là kênh thứ ba của h3, tạo vào ngày 7 tháng 4 năm 2017. Ban đầu, H3 Podcast được tạo trên Twitch và nhiều tập đã được Ethan và Hila phát sóng ngay trên đó, tập đầu tiên ra vào ngày 20 tháng 12 năm 2016, về sau họ tạo một kênh trên YouTube để đăng tải lại các tập đã phát sóng trên Twitch.
Nội dung về nhiều chủ đề, có khi họ chỉ trích, châm biếm xung quanh các vấn đề tranh cãi trên mạng, hoặc có khi họ mời nhiều người nổi tiếng để phỏng vấn. Các video podcast thường dài tối đa hơn một tiếng.

### H3 Podcast Hightlights
Đây là kênh thứ tư của họ tạo vào ngày 29 tháng 8 năm 2017, nơi đăng tải những đoạn video ngắn có podcast nổi bật từ H3 Podcast.

## Công việc khác
Từ ngày 5 tháng 9 đến ngày 12 tháng 9 năm 2017, Ethan và Hila, cùng với Justin Roiland, Alex Hirsch, Dana Terrace và Joey Salads, đã live stream trên Twitch cảnh họ quyên góp hơn 100.000 đô la Mỹ để giúp đỡ và cứu trợ ở Houston, Texas, sau khi cơn bão Harvey mang lại thiệt hại thảm khốc lớn cho thành phố nơi đây.
Ethan và Hila cũng xuất hiện trong gói nhân vật cho tựa game Payday 2 có tiêu đề "Gói nhân vật h3h3". Mặc dù ban đầu gói nhân vật này chỉ là trò đùa Cá tháng Tư, nhưng sau đó đã được xác nhận là thật. Số tiền bán được của gói được chuyển tới cho nhà Kleins.
Vào tháng 9 năm 2018, h3h3Production đã phát hành một trò chơi trên App Store và Google Play có tên là "H3H3: Ball Rider", trò chơi được phát triển bởi Outerminds Inc. (cùng tác giả của PewDiePie's Tuber Simulator / PewDiePie: Legend of the Brofist) và có nhiều chi tiết trong trò chơi có liên quan đến một số video của họ.

## Tranh cãi

### Hosseinzadeh và nhà Klein (2016 - 2017)
Vào tháng 4 năm 2016, Matt Hosseinzadeh, một YouTuber, đã kiện vợ chồng Kleins vì vi phạm bản quyền. Hosseinzadeh nói rằng ông đã liên lạc với họ để yêu cầu họ xóa nội dung của ông khỏi video, nhưng họ từ chối. Luật sư Tim Bukher, đã tuyên bố video sử dụng hơn 70% nội dung của Hosseinzadeh.
Sau khi một video nói về vấn đề này được h3h3 đăng tải lên vào tháng sau, Philip DeFranco, một YouTuber đã bắt đầu gây quỹ trên GoFundMe để giúp họ quyên góp tiền cho các khoản phí hợp pháp, với lý do cần phải bảo vệ quyền sử dụng hợp lý trên YouTube. Việc gây quỹ đã thu được gần 170.000 đô la, phần nào của số tiền quyên góp đều đến từ Fine Brothers, Markus "Notch" Persson, PewDiePie, Markiplier, Jacksepticeye, Justin Roiland và Garry Newman.
Vào ngày 26 tháng 5 năm 2016, Ethan và Hila tuyên bố rằng số quỹ sẽ được chuyển vào một tài khoản ký quỹ được gọi là "Tài khoản bảo vệ quyền sử dụng hợp lý" (FUPA), được Morrison & Lee LLP giám sát để để giúp mọi người bảo vệ quyền sử dụng hợp lý. Vào ngày 27 tháng 6 năm 2016, Lee LLP tuyên bố trên Twitter rằng anh đã yêu cầu Hosseinzadeh bác bỏ vụ kiện.
Ngày 24 tháng 8 năm 2017, sau 16 tháng đấu tranh bảo vệ vụ kiện, Ethan công bố trong video rằng họ đã thắng vụ kiện, cho rằng "tòa đã công nhận và đồng tình về sự chỉ trích cũng như sử dụng fair use có trong video". Tuy vậy, tòa án cũng đề xuất rằng "không phải mọi reaction video đều được tính là fair use, nhằm đạt được mục đích trên, nội dung đó cần phải được chỉ trích liên tục và rõ ràng về nội dung mà người sáng tạo đáng giá".